# Cauquenes (ville)
Pour les articles homonymes, voir Cauquenes.
Cauquenes est une ville et une commune du Chili, chef-lieu de la province du même nom elle-même rattachée à la région du Maule.

## Géographie
La commune de Cauquenes est située en partie dans la Vallée Centrale du Chili et en partie dans la Cordillère de la Côte. Cauquenes se trouve à 319 kilomètres à vol d'oiseau au sud de la capitale Santiago et à 86 kilomètres au sud-ouest de Talca capitale de la région du Maule.

## Démographie
En 2012, la population de la commune s'élevait à 40 245 habitants. La superficie de la commune est de 2 126 km2 (densité de 19 hab./km2).

## Historique
À la suite du tremblement de terre du 27 février 2010, la ville est rasée à 90 %.

## Climat

Position de Cauquenes (en rouge) au sein de la région du Maule.

Le climat est de type méditerranéen tempéré (Csb dans la classification de Köppen) c'est-à-dire avec une température moyenne du mois le plus chaud inférieure à 22 °C. avec une légère influence méditerranéenne en été. La température moyenne annuelle est de 15,3 °C et les précipitations sont moyennes (671 mm par an) sont importantes à l'automne et en hiver.
| Mois                     | jan. | fév. | mars | avril | mai   | juin  | jui.  | août | sep. | oct. | nov. | déc. | année |
| ------------------------ | ---- | ---- | ---- | ----- | ----- | ----- | ----- | ---- | ---- | ---- | ---- | ---- | ----- |
| Température moyenne (°C) | 22   | 20,2 | 21,6 | 14,6  | 13,9  | 9,8   | 8,7   | 9,8  | 11,6 | 13,6 | 18,1 | 19,9 | 15,3  |
| Précipitations (mm)      | 8,1  | 6,5  | 15,5 | 36,8  | 110,3 | 153,3 | 131,4 | 97,2 | 56,9 | 29,5 | 15,8 | 9,5  | 670,8 |